# Станіслав Дембіцький
Станіслав-Мечислав Дембі́цький (пол. Stanisław Mieczysław Dębicki; 4 грудня 1866, Любачів — 12 серпня 1924, Краків) — польський живописець, графік і педагог. Член мистецького об'єднання «Штука» з 1897 року, Спілки художників у Львові з 1899 року, «Зерно» з 1902 року, Віденської сецесії з 1902 року.

## Біографія
Народився 4 грудня 1866 року в місті Любачеві (нині у складі Підкарпатського воєводства Польщі). Впродовж 1881–1882 років навчався у Віденській академії мистецтв у Християна Гріпенкерля; у 1882–1883 роках — в Краківській академії мистецтв; у 1884 році — в Мюнхенській академії мистецтв.
Протягом 1885–1890 років викладав у Коломийській керамній школі, подорожував Гуцульщиною. У 1890–1891 роках навчався в Академії Колароссі в Парижі. У 1891–1909 роках жив у Львові. З 1910 року — доцент, з 1911 року — професор Краківської академії мистецтв. Помер у Кракові 12 серпня 1924 року. Похований у Львові на Личаківському цвинтарі.

## Творчість
Автор портретів, пейзажів, натюрмортів, побутових, історичних та релігійних композицій. Серед робіт:
- плакати виставок Арнольда Бекліна і Яцека Мальчевського у Львові (усі — 1903);

живопис
- «Й. Сенкевич» (1885—1890);
- «А. Ступницький» (1885—1890);
- «В. Девдюк» (1885—1890);
- «К. Полянський» (1885—1890);
- «Селяни» (1886);
- «На ринку» (1886);
- «Гуцульська ґражда» (1886);
- «Купання у Пруті» (1887; олія, полотно;);
- «Похорон у малому містечку» (1887; олія, полотно; Львівська національна галерея мистецтв імені Бориса Возницького);
- «Купання жінок» (1887; олія, полотно);
- «Молитва» (1887; олія, дошка; Національний музей у Варшаві);
- «У гуцульській хаті» (1887);
- «Будинки в Коломиї» (1887);
- «Прялі» (1889; олія, полотно; Національний музей у Варшаві);
- «Гуцульський похорон» (1889);
- «Галицька Венеція» (1889);
- «Тіпання льону» (1889);
- «Молодий гуцул» (1890);
- «Копання картоплі» (1890);
- «Бабуня» (1890);
- «Івась» (1890);
- «Різьбяр Ю. Шкрібляк» (1890);
- «Автопортрет в українській сорочці» (1890-ті);
- «Портрет дівчини» (1890-ті; олія, полотно; Національний музей у Варшаві);
- «Кафе Париж» (1891; олія, полотно; Національний музей у Варшаві);
- «Дощ» (1892; олія, полотно; Національний музей у Кракові);
- «Краєвид зі Стрия» (1893);
- «Повстання» (1894);
- «Вид із Високого Замку» (1896);
- «Маска» (1898);
- «Автопортрет» (1900; олія, полотно; Національний музей у Кракові);
- «Площа Ринок у Львові» (1900);
- «Жінка, яка читає газету» (1900);
- «На ярмарку» (1900);
- «Японка» (1900; олія, полотно; Львівська національна галерея мистецтв імені Бориса Возницького);
- «Портрет дружини» (1900; акварель; Національний музей у Кракові);
- «Весілля на Коломийщині» (1901);
- «Хмари» (1901);
- «Дівчина біля криниці» (1902);
- «Дверницький з дружиною» (1902; олія, полотно; Національний музей у Кракові);
- «Етюд голови старого» (1903; олія, картон; Національний музей у Варшаві);
- «Квітковий базар» (1905);
- «Циганки» (1905);
- «Інтер'єр хати» (1905);
- «Міст на Полтві» (1905);
- «Христос» (1905);
- «Портрет дитини» (1909; олія, полотно; Національний музей у Варшаві);
- «Купальниці» (1910-ті; олія, полотно);
- «Діти вулиці» (1910);
- «Голова гуцулки» (1913);
- «Тенісний корт» (1914);
- «Автопортрет в профіль» (1914; олія, полотно; Національний музей у Варшаві);
- «Хедер» (1919; олія, картон);
- «Портрет лікаря» (1920; папір, акварель; Художній музей у Лодзі);
- «Христос у славі» (1921);
- «Персей і Андромеда» (1922);
- «Капітал» (1923);
- «Катажина Мрозова» (1924; олія, полотно).

|            |        |                 |                       |                |
| Купальщиці | Японка | Портрет дружини | Автопортрет в профіль | Портрет дитини |

Займався книжковою і ужитковою графікою. Для досліджженя «Гуцульщина» Володимира Шухевича (Львів, 1900) виконав сотні зарисовок костюмів, предметів побуту, музичних інструментів, гуцульських пейзажів. Проектував твори ужиткового мистецтва, декорував інтер'єри архітектури привататних споруд.
Виконував монументальні розписи:
- «Танець», «Поезія», «Музика», «Мужність», «Любов», «Справедливість», «Мудрість» (1900; фоє Львівського академічного театру опери та балету імені. Соломії Крушельницької);
- «Христос зцілює сліпого» й орнаментальні фрески у каплиці Милосердя Христа у Латинському кафедральному соборі у Львові (1904).

Автор скульптури:
- «Гуцул» (1897);
- рельєф із присвятою Володимиру Лозинському (1907).

У 1912 році реставрував частину монументального розпису кафедрального собору в Коломиї.
Брав участь у мистецьких виставках у Львові з 1885 року. Персональна посмертна виставка відбулася у 1928 році.
Роботи художника зберігаються у музеях Львова та Польщі.